# ヨルスパ!
『ヨルスパ!』は、関西テレビで2012年4月から土曜日・日曜日の深夜に不定期で放送されている単発特別番組枠。姉妹番組枠に『ヒルスパ!』（土日、夕方）がある。

## 概要
2012年4月改編で放送終了した深夜単発バラエティ番組枠『カキューン!!』に取って代わる形でスタート。
- 各作品は、同局と同じフジテレビ系列のローカル局で単発番組として放送されている。
- 一部の作品については、同局の動画配信サービス「関西テレビおんでま」にて有料配信されている（#4『ももクロVS100人のゾンビ SAVE』）。
- 放送がない日曜日の同時間帯には、関西テレビ制作で同枠外の単発特別番組やフジテレビ制作の単発深夜バラエティ番組などが放送されている。
- 2013年10月に、これまでの放送枠で『村上マヨネーズのツッコませて頂きます!』がスタートして以降は、同番組の後に放送されている。

## 放送時間
- 不定期。おもに日曜日 24:25 - 25:20頃。2013年11月以降は、25:20 - 26:15頃。

## 放送リスト
| 2012年 | 2012年         | 2012年                                             |
| 回     | 放送日         | タイトル                                           |
| ------ | -------------- | -------------------------------------------------- |
| 1      | 4月22日（日）  | 逆再生バラエティ!! コマンドーZ                     |
| 2      | 4月29日（日）  | B級スクープ専門誌 週刊!プライデー                  |
| 3      | 5月20日（日）  | ルックス排除型恋愛ゲーム「蜜室」                   |
| 4      | 6月17日（日）  | ももクロVS100人のゾンビ SAVE                       |
| 5      | 6月24日（日）  | バキ打ち!テレビ裁判・全米最強の女弁護士襲来SP      |
| 6      | 7月8日（日）   | ザキヤマ☆おかだのガンメン!!!〜そんなあなたは○○顔〜 |
| 7      | 7月15日（日）  | デブロフの人〜無意識におデブになる41の落とし穴〜   |
| 8      | 7月22日（日）  | まだある!?もうない!?ショー!!                       |
| 9      | 8月19日（日）  | ジロンバ〜私的激論サミット〜                       |
| 10     | 8月26日（日）  | 謎のコント出版社 芸能㊙パパラっちゃん!             |
| 11     | 9月9日（日）   | 成功発掘バラエティー失敗学                         |
| 12     | 9月29日（土）  | “変愛”合コンバラエティー ワケあり姫とフェチ王子    |
| 13     | 10月28日（日） | ディクショナリーTV 見る日本語ランド                |
| 14     | 11月4日（日）  | 順番番長〜明日得する正しい順番がわかるテレビ〜     |
| 15     | 11月11日（日） | 究極の1問をプロデュース! サイコーの問題            |
| 16     | 11月25日（日） | よく考えるとハッとしてキャーな話                   |

| 2013年 | 2013年         | 2013年                                                                             |
| 回     | 放送日         | タイトル                                                                           |
| ------ | -------------- | ---------------------------------------------------------------------------------- |
| 17     | 1月13日（日）  | 〜イマドキ女子を丸裸!〜ガールスナイパー                                            |
| 18     | 2月17日（日）  | 今すぐやりたくな〜るバラエティ ヤリタ会談                                          |
| 19     | 2月24日（日）  | 恋愛コンプレックス克服!! 人生逆転ドキュメント モテナード                           |
| 20     | 3月3日（日）   | 宮根のどないアングル〜どうでもいい!?究極の三択〜                                   |
| 21     | 3月19日（火）  | 適当全力アドバイス! ザキヤマ☆オカダの金コンサルタント                              |
| 22     | 3月31日（日）  | 〜勝手に見極めバラエティー〜ついにしっぽを出しました!!                             |
| 23     | 4月21日（日）  | かぐやひめ〜男と女のスレちがい!女ゴコロわかってNIGHT!〜                            |
| 24     | 4月28日（日）  | 割れ窓〜日本を救え!妄想男たちの怪しい密談〜                                        |
| 25     | 5月19日（日）  | 1億3000万人の投稿トークバラエテイ ぱぱらっち見聞録                                 |
| 26     | 6月2日（日）   | ボクとオカンの2人旅 30代芸人が感謝の親孝行                                         |
| 27     | 6月16日（日）  | ルイジイジるTV 類似苑                                                              |
| 28     | 7月14日（日）  | あの人だから撮れるマル秘映像バラエティー トッケン!                                 |
| 29     | 8月4日（日）   | 陰陽合体調査番組 ネガ+ポジ                                                         |
| 30     | 8月11日（日）  | オワライカスタム〜あの定番ネタを映画化!?〜                                         |
| 31     | 9月1日（日）   | ウソフェッショナル                                                                 |
| 32     | 9月8日（日）   | フェイクドキュメンタリー 裸の私                                                    |
| 33     | 9月29日（日）  | あの娘、俺のコト好きだったんじゃねーの!? 〜確かめずに死ねるか!地元に帰って大捜査〜 |
| 34     | 10月13日（日） | 元ヤン芸人がダメ人間に喝! 千原ジュニアの更生労働省                                 |
| 35     | 11月24日（日） | 芸能人の因縁解消します! わだかまり交通社                                           |

| 2014年 | 2014年         | 2014年                                                                 |
| 回     | 放送日         | タイトル                                                               |
| ------ | -------------- | ---------------------------------------------------------------------- |
| 36     | 2月2日（日）   | リア充女子の生態ファイル マイ部屋レディ                                |
| 37     | 3月9日（日）   | マチカドラマ                                                           |
| 38     | 3月16日（日）  | 大人の事情がありまして                                                 |
| 39     | 3月23日（日）  | 推理対戦バラエティ DARE?                                               |
| 40     | 5月18日（日）  | 恋愛実験バラエティ 類は恋を呼ぶ!?                                      |
| 41     | 6月1日（日）   | ウィットネスクラブ ヒュ〜と言われたい男の集い                          |
| 42     | 7月19日（土）  | タブーをブチ破れ 禁断ラッシュアワー                                    |
| 43     | 7月20日（日）  | 大喜利プロファイル ボケ当てQ                                           |
| 44     | 8月3日（日）   | 暗躍!芸人ブローカー外伝〜禁断の㊙動画一挙流出〜                        |
| 45     | 8月17日（日）  | フライングMAN〜先を行き過ぎてる凄いヤツら〜                            |
| 46     | 9月21日（日）  | 街で気になる『あの人』を追跡!! なんでまた？こんな時間に、この場所で…!? |
| 47     | 9月28日（日）  | 越前屋俵太30周年特別企画 俵越山ニューヨークへ行く!                     |
| 48     | 10月26日（日） | 写真喫茶 木村ボヤキ堂                                                  |
| 49     | 11月9日（日）  | 脱落恋愛バラエティ 恋はいつでもサバイバル!                             |

| 2015年 | 2015年        | 2015年                                                                  |
| 回     | 放送日        | タイトル                                                                |
| ------ | ------------- | ----------------------------------------------------------------------- |
| 50     | 1月5日（月）  | 妄想ガキレオ〜中2の方程式〜                                             |
| 51     | 3月1日（日）  | 撮せない世界                                                            |
| 52     | 3月29日（日） | 珍人類を捕獲せよ! モンスターさんハンター                                |
| 53     | 5月2日（土）  | 黒田節〜隣の席は凄い奴〜4 氷上から宇宙まで世界が驚く男たちとガチトーク! |
| 54     | 9月13日（日） | 怖いぞ!ニッポン〜笑えないヤバ〜い未来を徹底検証!!〜                     |
| 55     | 9月26日（土） | さわがす人たちさわがす人たち〜あの炎上の言い訳させてください〜          |
| 56     | 9月27日（日） | ウラ♥メン〜こんな僕でもいいですか?〜                                    |

| 2016年 | 2016年        | 2016年                                                   |
| 回     | 放送日        | タイトル                                                 |
| ------ | ------------- | -------------------------------------------------------- |
| 57     | 2月27日（土） | 暗躍!芸人ブローカー外伝2〜禁断のオールスター㊙クイズ祭〜 |
| 58     | 3月27日（日） | 俳優コント部                                             |
| 59     | 9月11日（日） | カイトリ                                                 |
| 60     | 9月18日（日） | クイズTHEデート〜芸能人の㊙恋愛術～〜                    |
| 61     | 9月24日（土） | アト★ガマ                                                |

- 正式な番組タイトルは、各タイトルの前に「ヨルスパ!」が付いて『ヨルスパ! ○○○○』という表記になる[2]。

## 放送作品
※略称：NA＝ナレーター、D＝ディレクター、P＝プロデューサー、C＝チーフ
- 「逆再生バラエティ!! コマンドーZ」
  - 放送日時：2012年4月22日 24:25 - 25:20
  - 出演：水木一郎（逆再生研究所所長）、ロッチ、菊地亜美　/ VTR出演：が〜まるちょば、ダンディ坂野、団長安田、バービー
  - スタッフ/NA：高田べん、構成：岐部昌幸、協力：東京芸大こども未来研究所、同志社大学アンチエイジングリサーチセンター、美術協力：フジアール、技術協力：ヴイ・ビジョンスタジオ、麻布プラザ、阿呍、AD：新岡隆一、佐々木梢、D：大川剛史、神原洋一、演出：稲垣哲也、P：南知宏、永橋奈美、制作協力：ユーコム
  - 放送局：2012年/富山テレビ 5月1日(火)24:45-25:45、さくらんぼテレビ 6月30日(土)16:00-16:55、テレビ新広島 7月6日(金)25:40-26:35、テレビ西日本 8月5日(日) 25:45-26:40、テレビ熊本 8月11日(土)25:05-26:05
- 「B級スクープ専門誌 週刊!プライデー」
  - 放送日時：2012年4月29日 24:25 - 25:20
  - 出演：劇団ひとり、ビビる大木、ポンバシwktkメイツ
  - スタッフ/NA：服部潤、鈴木賢、構成：カツオ、技術協力：アルチザン、ウィズ・ユー、オムニバス・ジャパン、AD:川口順也、AP：相馬令子、D：松崎秀峰、演出：栗原利典、P：乾充貴、山口敦司、制作協力：THE WORKS
  - 放送局：2012年/テレビ新広島 7月13日(金)25:35-26:30、テレビ愛媛 8月3日(金)26:10-27:10、テレビ熊本 9月1日(土)25:05-26:05
- 「ルックス排除型恋愛ゲーム「蜜室」」
  - 放送日時：2012年5月20日 24:35 - 25:30
  - 出演：MC：有吉弘行、蜜ゲスト：吉村崇、重盛さと美、蝶：女性/池松舞、神田麻衣、なちゅ、栗田育美、西浦真帆、男性/鈴木悟、進藤遊馬、アンガールズ田中、古館涼介、斎藤司
  - スタッフ/NA：小谷津央典、構成：山際良樹、岸本ひろし、美術P：小美野淳一、美術協力：アックス、技術協力：ニユーテレス、FLT、V VISON STUDIO、AP：小畑未香、D：川上修、演出：市川貴弘、P：乾充貴、佐藤基、CP：小寺健太、制作協力：IVSテレビ制作
  - 放送局：2012年/テレビ熊本 7月7日(土)25:10-26:10、テレビ長崎 7月12日(木)24:40-25:35、テレビ静岡 7月17日(火)24:35-25:30、テレビ愛媛 7月20日(金)25:20-26:20、テレビ新広島 7月20日(金)25:35-26:30、テレビ西日本 8月20日(月)25:15-26:10、長野放送 8月24日(金)25:05-26:05、岡山放送 8月31日(金)25:05-26:05、富山テレビ 9月11日(火)25:00-26:00、テレビ大分 10月8日(月)24:53-25:48、秋田テレビ 10月15日(月)25:10-26:05、東海テレビ 12月24日(月)27:10-28:10、2013年/福島テレビ 1月18日（金）25:15-26:10
- 「ももクロVS100人のゾンビ SAVE」
  - 放送日時：2012年6月17日 24:25 - 25:20
  - 出演：ももいろクローバーZ、山里亮太、曙、神話戦士ギガゼウス剣剣介（古賀亘）、貞子、Mr.チョップリン、吉原功兼、林弘典、語り：立木文彦
  - スタッフ/構成：山際良樹、夏目ハジメ、チャーリ、CAM：西村武純、技術協力：glou、戯音工房、美術P：山本映子、特殊メイク統括：仲谷進(KID'S COMPANY)、AD:堀江拓真、高野有里、児玉優平、小浴崇慎、登川直、宮田吉徳、田島ひかる、樽井克哉、AP：武市暢、ロケD：高山浩児、太田隼人、松尾佳典、田端綾子、CD：岡本圭太、P：角田忍、演出・プロデュース：中畠義之、制作協力：メディアプルポ
  - 放送局：2012年/テレビ新広島 7月27日(金)25:35-26:30、高知さんさんテレビ 8月19日(日)24:55-25:50、テレビ宮崎 8月20日(月)25:08-26:05、山陰中央テレビ 8月21日(火)24:40-25:35、岡山放送 8月26日(日)25:10-26:10
- 「バキ打ち!テレビ裁判・全米最強の女弁護士襲来SP」
  - 放送日時：2012年6月24日 24:25 - 25:20
  - 出演：司会：小籔千豊、解説：八代英輝、パネラー：千原せいじ、熊田曜子、アシスタント：杉本なつみ
  - 声優：マリリン・ミリアン役：斉藤貴美子、イレーン・ラッセル役：御崎朱美、リチャード・ダグラス役：平井啓二、レノア・マレイティ役：陰山真寿美、デイビッド・カーツ役：神島正和
  - スタッフ/NA：松本考平、構成：興津豪乃、寺田智和、天明晃太郎、翻訳：政次孝信、技術協力：IMAGICA、AD：太田祐輔、AP：遠藤仁洋、D：好田康智、田中雄大、演出：椎葉宏治、P：近藤兵衛、井上裕次、監修：八代国際法律事務所、制作協力：テレバイダー、<PEOPLE'S COURT>制作：Ralph Edwards/Stu Billett Productions、配給：WARNER BROS.TELEVISION
  - 放送局：2012年/テレビ愛媛 7月18日(水)25:25-26:25、テレビ静岡 7月24日(火)24:35-25:30、テレビ新広島 8月3日(金)25:35-26:30、福島テレビ 8月3日(金)25:15-26:10、秋田テレビ 9月6日(木)24:35-25:30、テレビ熊本 10月19日(金)25:50-26:45
- 「ザキヤマ☆おかだのガンメン!!!〜そんなあなたは○○顔〜」
  - 放送日時：2012年7月8日 24:25 - 25:20
  - 出演：山崎弘也、岡田圭右、吉木りさ（進行）、倉田真由美、大久保佳代子、大橋菜都子（ヴェリテクリニック大阪）、くしゃみ美人：倉園由菜、佐藤七彩、吉田美月
  - スタッフ/構成：佐久間貴司、技術協力：共同テレビ、イングス、戯音工房、制作協力：クラッチ.、AD：奥山泰弘、小林潤也、原佑貴子、AP：今橋淑子、清水美希、P：梅田一路、重信好輝、D：宮内宏輔
  - 放送局：2012年/富山テレビ 7月31日(火)24:45-25:45、テレビ新広島 8月17日(金)25:35-26:30、長野放送 9月7日(金)25:35-26:35、テレビ熊本 9月8日(土)25:25-26:25、北海道文化放送 9月27日(木)25:15-26:10、テレビ西日本 11月14日(水)24:35-25:30
- 「デブロフの人〜無意識におデブになる41の落とし穴〜」
  - 放送日時：2012年7月15日 24:25 - 25:20
  - 出演：MC：木本武宏（TKO）、ヤマロフ：山本浩之、パネラー：木下隆行、大久保佳代子、クリス松村、手島優、デブロフ：クロちゃん、HIRO、ベビィリッチ、ミサト、ゆんぼだんぷ他、VTR：川畑七海、レポート：岡安譲
  - スタッフ/構成：純子ポッキー、やまだともカズ、野口勉、ブレーン：田中亮治、島本裕太、小松照昌、特殊メイク：大阪芸術大学特殊メイク研究会、監修：坂井信之、技術協力：テレコープ、マウス、制作協力：レジスタX1、Jワークス、東通企画、イー・メディア、NA：橋本のりこ、岡安譲、D：松川さやか、丹羽弘二、北田浩平、浮田景子、AD：奥村奈美、藤井勇人、P：佐野拓水
  - 放送局：2012年/テレビ新広島 8月24日(金)25:35-26:30、富山テレビ 9月18日(火)24:45-25:45、テレビ熊本 9月22日(木)26:05-27:05、テレビ長崎 9月23日(日)24:25-25:25
- 「まだある!?もうない!?ショー!!」
  - 放送日時：2012年7月22日 24:25 - 25:20
  - 出演：スギちゃん、日村勇紀、はるな愛
  - スタッフ/NA：真中了、構成：柳城稔麿、CG：アキラボーイ、美術協力：TACreate、技術協力：ZETA、麻布プラザ、アーツポート企画、AD：塩見俊貴、西村郁哉、D：片山雄飛、演出：飛田真也、P：東田元、森亜希子、石川敬太、制作協力：Creative30
  - 放送局：2012年/テレビ静岡 8月12日(日)14:00-14:55、テレビ熊本 8月18日(土)25:05-26:05、テレビ西日本(月)25:15-26:10、テレビ新広島 2012年8月31日(金)25:35-26:30、岩手めんこいテレビ 9月14日(土)16:30-17:25、テレビ長崎 9月16日(日)24:25-25:20、富山テレビ 9月17日(月)24:45-25:45、石川テレビ 9月30日(日)24:55-25:55、テレビ大分 10月1日(月)24:53-25:48、2013年/長野放送 1月18日(金)25:05-26:05
- 「ジロンバ〜私的激論サミット〜」
  - 放送日時：2012年8月19日 24:55 - 25:50
  - 出演：司会：劇団ひとり、山本悠美子、ジロニスト：大久保佳代子、武田修宏、伊達みきお（サンドウィッチマン）、浜本広晃（テンダラー）、板東英二、川島明（麒麟）、斉藤慎二（ジャングルポケット）、手島優
  - スタッフ/NA：小坂由里子、構成：水野としあき、長部一幸、木村圭太、協力：TACreate、D：坂本健一郎、CD：小林剛、P：南知宏、長尾真、志水大介、制作協力：ケイマックス
  - 放送局：2012年/テレビ新広島 9月7日(金)25:35-26:30、富山テレビ 9月10日(月)24:45-25:45、テレビ熊本 9月21日(金)26:20-27:15、テレビ宮崎 10月4日(木)25:08-26:05、岡山放送 10月17日(水)25:10-26:10、テレビ長崎 10月21日(日)25:25-26:20
- 「謎のコント出版社 芸能（秘）パパラっちゃん! 」
  - 放送日時：2012年8月26日 24:55 - 25:50
  - 出演：編集長：マイケル富岡、記者&カメラマン：TKO、アンジャッシュ、コント出演：ラバーガール、ラブレターズ、さらば青春の光、滝口ミラ
  - スタッフ/NA：鹿瀬ハジメ、作：杉本つよし、モリワキナオシ、桝野幸宏、和田義浩、廣川祐樹、D：太田隼人、P：野村亙、松本浩、制作協力：メディアプルポ
  - 放送局：2012年/テレビ新広島 9月14日(金)25:35-26:30、テレビ熊本 10月12日(金)25:50-26:45
- 「成功発掘バラエティー 失敗学」
  - 放送日時：2012年9月9日 24:25 - 25:20
  - 出演：MC：有吉弘行、高橋真理恵、パネラー：澤部佑（ハライチ）、杉村太蔵、光浦靖子、吉木りさ、VTR：具志堅用高、福田正博、山本浩之、ニッチロー
  - スタッフ/NA：前塚あつし、KISHIMEN、坂田亜里紗、構成：野口勉、小松照昌、鈴木一史、協力：クラッチ.、共同テレビジョン、東通インフィニティー、テレコープ、AD：近藤匡、小林潤也、D：宮内宏輔、林絵理、三浦未来、PD：今橋叔子、PD兼D：梅田一路
  - 放送局：2012年/テレビ新広島 9月21日(金)25:35-26:30、北海道文化放送 10月3日(水)25:05-26:00、長野放送 10月5日(金)25:30-26:30、テレビ熊本 10月6日(土)25:20-26:20、テレビ静岡 10月11日(木)25:30-26:25、テレビ山口 12月21日(金)24:40-25:35
- 「“変愛”合コンバラエティー ワケあり姫とフェチ王子」
  - 放送日時：2012年9月29日 25:35 - 26:30
  - 出演：MC：千鳥、ぽっちゃり美女の皆さん5人（下野佐和子、マリアユリコ、瑠依☆美豚ほか）&ぽっちゃり好きスリム男子の皆さん5人
  - スタッフ/NA：阪井あかね、構成：天野慎也、松田敬三、西秀進、協力：マリポーサカンパニー、アンサーズ、pocha.運営事務局、AD：青井貴弘、大塚華子、D：大谷征史、広池健二、島田健司、演出：日向健、P：澤田芳博、冨安いたる、制作協力：BEGIN
  - 放送局：2012年/テレビ新広島 10月11日(木)25:45-26:40、福島テレビ 12月14日(金)25:15-26:10
- 「ディクショナリーTV 見る日本語ランド」
  - 放送日時：2012年10月28日 24:25 - 25:20
  - 出演：MC：東野幸治、渡辺直美、金田一秀穂、スタジオ出演：川島明、VTR出演：千原せいじ、秋山竜次・馬場裕之、ジャルジャル、入江慎也、田村裕、2700、はんにゃ、しずる、野性爆弾、中野公美子、パンサー、夏目ナナ、夕聖、五十嵐恭雄、ベイビーギャング北見、加藤友弥
  - スタッフ/NA：赤平大、構成：一文無隼人、戸田倫彩、はしもとこうじ、ビル坂恵、業界用語慣習：米川明彦、技術協力：チューブ、マブ、ネクストライ、チップトップ、フジアール、AD：草野志帆、D：中根拓也、鈴木顕尚、上原太志、演出：扇山篤司、P：尾上太基、栃竜也(よしもとCA)、礒田裕子(バックアップメディア)、制作協力：吉本興業、バックアップメディア
  - 放送局：2012年/テレビ新広島 11月30日(金)25:35-26:30
- 「順番番長〜明日得する正しい順番がわかるテレビ」
  - 放送日時：2012年11月4日 24:25 - 25:20
  - 出演：サンドウィッチマン、澤部佑、重盛さと美、鎌苅健太、橘ゆりか（アイドリング!!!）、ゲスト：菊りん(石井博泰)
  - スタッフ/NA：小原雅人、構成：酒井健作、あないかずひさ、協力：ウイウイスタジオ、アックス、オムニバス・ジャパン、SPOT、東名運輸、AD：甲斐元気、井上紗由美、佐藤庄太、D：浦恵一、水元亨、町田洋昌、伊藤義、監修：小松伸一、演出：高山賢一、P：橘昌余、杉山宏道、近藤兵衛、制作協力：K-ten
  - 放送局：2012年/テレビ新広島 12月7日(金)25:35-26:30、秋田テレビ 12月27日(木)16:50-17:45、2013年/テレビ愛媛 1月8日(火)24:00-25:55
- 「究極の1問をプロデュース! サイコーの問題」
  - 放送日時：2012年11月11日 24:25 - 25:20
  - 出演：バナナマン、中田敦彦（オリエンタルラジオ）、壇蜜、VTR：トレンディエンジェル、柳田理科雄
  - スタッフ/NA：丸山純路、構成：及川浩和、ビル坂恵、梶谷直人、清山智之、問題協力：矢野了平、CG：加藤和博、AP：渡邊裕美、D：吉住理、伊藤健司、演出：徳舛充人、P：澤田芳博、小池竜二、制作協力：リーライダーす
  - 放送局：2012年/北海道文化放送 12月23日(日)25:15-26:10 、岡山放送 12月25日(火)24:00-25:40、テレビ新広島 12月25日(火)26:40-27:35、東海テレビ 12月25日(火)26:40-27:40
- 「よく考えるとハッとしてキャーな話」
  - 放送日時：2012年11月25日 24:25 - 25:20
  - 出演：司会：山里亮太（南海キャンディーズ) 、パネラー：眞鍋かをり、たむらけんじ、磯山さやか、小森純
  - スタッフ/NA：橋本のりこ、福士幹朗、構成：やまだともカズ、岸本尚久、ブレーン：勝浦慎吾、協力：ウエストワン、大阪共立、東京衣装、パウダー、SpEED、STUDIO LOOP、テレプロ、ウイズユー、D：和田善樹、竹本剛志、演出：杉浦圭太、P：小川悦司、木邑裕介、制作協力：ディーレック
  - 放送局：
- 「イマドキ女子を丸裸! 〜ガールスナイパー〜」
  - 放送日時：2013年1月13日 24:40 - 25:35
  - 出演：ボス：ビビる大木、秘書：佐藤かよ、エージェント：ハライチ、ロッチ、さらば青春の光、イマドキ女子：神庭亜夢
  - スタッフ/NA：トビー上原、構成：荘所哲也、江戸川ダビ夫、飯野友輔、AP：鈴木大介、AD：島里沙、D：赤坂祐貴、高木大輔、演出：中根拓也、P：川村徹也、本田賢司、制作協力：ランブル・ビー
  - 放送局：2013年/テレビ新広島 2月21日(木)25:30-26:25、テレビ宮崎 2月24日(日)24:25-25:20、石川テレビ 6月23日(日)24:25-25:25
- 「今すぐやりたくな〜るバラエティ ヤリタ会談」
  - 放送日時：2013年2月17日 24:25 - 25:20
  - 出演：山崎樹範、田中卓志（アンガールズ）、プラスマイナス、小林香菜（AKB48）
  - スタッフ/NA：小幡研二、前島貴志（イバン役）、川崎恵理子（ナターシャ役）、構成：藤谷弥生、鈴木三世、水井心太、技術協力：エイフィールド、美術協力：フジアール、制作補：永井純平、名古屋宏明、D：酒井甚哉、大谷眞純、AP：小宮山文昭、演出：中野テツジロ、P：南知宏、早瀬志都加、制作協力：極東電視台
  - 放送局：2013年/テレビ新広島 3月7日(木)25:30-26:25、テレビ長崎 3月17日(日)25:55-25:50、石川テレビ 4月28日(日) 24:25-25:25
- 「恋愛コンプレックス克服!!人生逆転ドキュメント モテナード」
  - 放送日時：2013年2月24日 24:25 - 25:20
  - 出演：MC：小籔千豊 / ゲスト：武田修宏、佐藤かよ、澤山璃奈 / デブナードの皆さん
  - スタッフ/NA：谷藤リョーコ、構成：武輪真人、ブレーン：谷佳哉、田中文章、山中大、溝上清加、協力：オフィスりぷる、技術協力：タイムリー、SpEED、SOUND-K、AD：三方祐人、中西和路、D：藤田勝之、北田哲司、神川聡明、演出：村山尚純、P：相馬芳匡
  - 放送局：2013年/北海道文化放送 4月27日(土)26:10-27:05 、高知さんさんテレビ 5月12日(日)24:52-25:45、岡山放送 5月12日(日)25:10-26:10、石川テレビ 6月2日(日)24:25-25:25
- 「宮根のどないアングル 〜どうでもいい!?究極の三択〜」
  - 放送日時：2013年3月3日 24:25 - 25:20
  - 出演：判定人：宮根誠司 / 論客：山本浩之 / メッセンジャー黒田、大久保佳代子、西川忠志 / どないガールズ：中村葵、上原ありさ、藤村椿
  - スタッフ/NA：中島めぐみ (アナウンサー)、構成：村井聡之、美術P：乗本孝治、制作：遠山哲司、東郷誠、土江真紀、野中康由、長谷川司、西田早耶香、D：中本圭、P：澤田芳博、牛丸善弘、制作協力：ブリッジ
  - 放送局：
- 「適当全力アドバイス! ザキヤマ☆オカダの金コンサルタント」
  - 放送日時：2013年3月19日 25:30 - 26:25
  - 出演：MC：山崎弘也、岡田圭右 / ゲスト：眞鍋かをり、嗣永桃子、森永卓郎 / 秘書：杉本なつみ / 相談者：私立應南学院高等部、秋月米造、パシンペロン、佐々木裕司
  - スタッフ/NA：柳原沙知、構成：やまだともカズ、勝浦慎吾、ブレーン：溝上清加、美術P：岡崎忠志、美術協力：フジアール、リサーチ：フルタイム、技術協力：共同テレビ、アルチザン、協力：イングス、テレコープ、戯言工房、AD：森本真史、原佑貴子、AP：今橋叔子、D：稲子太輔、山本康太、小林潤也、P：梅田一路、重信好輝、制作協力：クラッチ.
  - 放送局：2013年/テレビ熊本 5月15日(水)25:05-26:00、テレビ新広島 6月14日(金)25:40-26:35
- 「〜勝手に見極めバラエティー〜 ついにしっぽを出しました!!」
  - 放送日時：2013年3月31日 24:25 - 25:20
  - 出演：かまいたち、坂口杏里 / ゲスト：タージン、ダイアン / トラップガール：涼宮菜月、麻生亜実
  - スタッフ/NA：泉ゆうこ、構成：やまだともカズ、友光哲也、ブレーン：村上慶太、溝上清加、技術協力：テクニカルアート、イングス、テレコープ、制作協力：ファンズプロダクション、ディヴォーション、バックアップメディア、吉本興業、AD：藤原真利香、藤内良宜、谷河悠規、泉貴晶、D：泉雄介、四宮孝史、小南彰、P：高原礼子、田中裕樹
  - 放送局：2013年/サガテレビ 5月26日(日)24:25-25:20、テレビ新広島 6月21日(金)25:40-26:35、石川テレビ 6月30日(日)24:25-25:25
- 「かぐやひめ 〜男と女のスレちがい!女ゴコロわかってNIGHT!〜」
  - 放送日時：2013年4月21日 24:55 - 25:50
  - 出演：おばあさんMC：福田彩乃、おじいいさんMC：山崎樹範 / かぐやひめ4人衆：福田彩乃、misono、道端アンジェリカ、絵音（日本合コン協会会長） / 水着モデル：筒井愛実
  - スタッフ/NA：近藤サト、構成：森泉たつひで、下田雄大、イラスト：おがわこうへい、技術協力：禮、権四郎、美術協力：フジアール、制作スタッフ：宇都竜太、松下竜也、AP：住吉剛英、吉岡沙織、演出・D：宮野敏一（10+4）P：近藤兵衛、座間隆司、制作協力：ティーズアップ・エンタテインメント
  - 放送局：2013年/テレビ大分 7月1日(月)24:53-25:48、テレビ新広島 7月18日(木)25:45-27:10
- 「割れ窓 〜日本を救え!妄想男たちの怪しい密談〜」
  - 放送日時：2013年4月28日 24:25 - 25:20
  - 出演：休憩中の労働者：おぎやはぎ、鈴木拓（ドランクドラゴン）、田中卓志（アンガールズ）、小峠英二（バイきんぐ）、富澤たけし（サンドウィッチマン）/ 労働者を監視するイマドキ女子たち：渕上彩夏、亜里沙、神田麻衣、坂本美穂、原杏奈
  - スタッフ/NA：いずみ尚、CP：小寺健太、P：乾充貴、佐藤基（IVSテレビ制作）、太田茂憲（同左）、演出：市川貴弘（IVSテレビ制作）、D：高橋諒太、川上修（IVSテレビ制作）、構成：山際良樹、北本かつら、小野寺雅之、奥田泰、松本建一、美術P：小美野淳一（アックス）、イラスト：山里蔣樹、CG：笠原紗千子、制作協力：IVSテレビ制作
  - 放送局：2013年/北海道文化放送 6月20日(木)24:55-25:50、テレビ新広島 7月4日(木)26:30-27:25、テレビ山梨 7月17日(水)24:38-25:33
- 「1億3000万人の投稿トークバラエテイ ぱぱらっち見聞録」
  - 放送日時：2013年5月20日（月）24:25 - 25:20
  - 出演：福岡：カンニング竹山、大久保佳代子 / 大阪：小籔千豊、田中卓志（アンガールズ）
  - スタッフ：構成：足立昌也、金森直哉、協力：スウィッシュ・ジャパン、e-naスタジオ、TACreate、ZACK、プログレッソ、制作協力：福岡フィルムコミッション、代官山北村写真機店、EASE、AP：志水大介、小谷中真実、AD：浅倉俊之、桑原礼奈、D：和田英智、鷹中亮介、演出：飯島冬貴、P：小寺健太、南知宏、小西寛
  - 放送局：2013年/北海道文化放送 6月28日(金)25:40-26:35
- 「ボクとオカンの2人旅～30代芸人が感謝の親孝行」
  - 放送日時：2013年6月2日（日）24:25 - 25:20
  - 出演：MC：千原ジュニア / VTR見届け人：高橋真麻 / コカドケンタロウ（ロッチ）とオカン、石田明（NON STYLE）とオカン
  - スタッフ：構成：町田裕章、かつお、鈴木三世、演出：山井貴超、P：西崎修一、演出・プロデュース：坂田佳弘、制作協力：極東電視台
  - 放送局：2013年/テレビ新広島 7月19日(金)25:35-26:30
- 「ルイジイジるTV 類似苑」
  - 放送日時：2013年6月16日（日）24:25 - 25:20
  - 出演：MC：小籔千豊、宇都宮まき 、シャンプーハット、ジャルジャル、インパルス堤下、ダイアン / アンドウミカ、二宮至、中畑清、三浦大輔
  - スタッフ/NA：赤平大、構成：一文無隼人、戸田倫彩、ビル坂恵、塚本翔太、技術協力：ザ・チューブ、MABU、ネクストライ、フジアール、D：上原太志、徳永雄治、石原良憲、阿部史弥、演出：扇山篤司、P：尾上太基、栃竜也、礒田裕子、制作協力：吉本興業、バックアップメディア
  - 放送局：2013年/テレビ宮崎 7月10日(水)25:08-26:05、長野放送 8月2日(金)25:10-26:10、北海道文化放送 8月2日(金)25:40-26:35
- 「あの人だから撮れるマル秘映像バラエティー トッケン!」
  - 放送日時：2013年7月14日（日）24:25 - 25:20
  - 出演：千鳥、鈴木奈々 / 岸明日香 / VTR出演：岡安旅人、海下真夕
  - スタッフ/NA：田子千尋、構成：高橋秀一、松田敬三、奈佐はぢめ、技術協力：TSP、麻布プラザ、AD：後閑雄介、中村もも子、D：橋詰圭太、伊藤雄太、演出：田中慶（ロジックエンターテインメント）、P：東田元、増村紀男（ロジックエンターテインメント）、制作協力：ロジックエンターテインメント
  - 放送局：2013年/北海道文化放送 8月23日(金)25:40-26:35
- 「陰陽合体調査番組 ネガ+ポジ」
  - 放送日時：2013年8月4日（日）24:25 - 25:20
  - 出演：小籔千豊、岡田圭右 / VTR：高橋真理恵、田尻冨美子（天草テレビ）
  - スタッフ/NA：若本規夫、マリリン山田、構成：水野将良、鹿谷忠弘、美術P：森健彦、協力：JTBパブリッシング、南京町商店街振興組合、美術協力：フジアール、技術協力：だだだ、麻布プラザ、AD：佐々木梢、D：高橋諒太、大川剛史、島田愛、総合演出：内堀知人、P：南知宏、永橋奈美、制作協力：ユーコム
  - 放送局：2013年/北海道文化放送 9月20日(金)25:40-26:35
- 「オワライカスタム〜あの定番ネタを映画化!?〜」
  - 放送日時：2013年8月11日（日）24:25 - 25:20
  - 出演：千鳥、桐山マキ、岡崎美和子 / ジャルジャル / 兵動大樹（矢野・兵動）、高橋智（へびいちご）ほか / すっちー、浅香あき恵、島田一の介、清水けんじ、吉田裕、井上安世、松浦真也 ほか
  - スタッフ/監督・脚本：瑠東東一郎（CHAPTER1）、堀景輔（2）、登川直・天谷来翔（3）、谷口仁則（4）、脚本ブレーン：小堂稔典（2）、NA：十時らもな、撮影：蒲田実、音楽：田口雅敏、楽曲制作：ミナカテルラ・ケンタロンギフィラ、協力：メディアプルポ、テレプロ、エル・アップ、ちゅるんカンパニー、戯音工房、DRESS CODE、舞夢プロ、キャストプラン、バンタンデザイン研究所、演出補：瀧本直治、企画協力：森、総合脚本：久馬歩、企画・総合演出：谷口仁則、AP：やたにゆき、小田晶子、P：野村亙、重枝栄子、制作協力：吉本興業、ウォークオン
- 「ウソフェッショナル」
  - 放送日時：2013年9月1日（日）24:25 - 25:20 →バレーボール中継延長による繰り下げ 25:10 - 26:05
  - 出演：MC：フットボールアワー / パネラー：山路徹、磯野貴理子、武井壮、鈴木奈々 / VTR：市川義一（女と男）、紅音ほたる、達川光男、浅越ゴエ
  - スタッフ/NA：坂田亜里紗、構成：根宜利彰、ゆじぇーろ、ブレーン：勝浦慎吾、溝上清加、美術P：木村文洋、技術協力：共同テレビジョン、共立ライティング、イングス、テレコープ、アルチザン、テクニカル・アート、美術協力：フジアール、制作協力：クラッチ.、レモンスタジオ、アソシエイトP：今橋叔子、D：和泉亮、稲子太輔、三浦未来、吉川亮太、P：梅田一路、演出：泉雄介
  - 放送局：2013年/岡山放送 10月4日(金)25:10-26:10 、高知さんさんテレビ 10月7日(月)25:04-25:59
- 「フェイクドキュメンタリー 裸の私」
  - 放送日時：2013年9月8日（日）24:25 - 25:20
  - 出演：司会：宇治原史規、村西利恵 / フェイカー：菅広文、亜里沙、角田信朗 / 芸能界見張り番：兵動大樹（矢野・兵動）、松本佳子（芸能記者） / VTR：寒川綾奈、野田義治
  - スタッフ/NA：豊田康雄、技術協力：マイシャ、戯音工房、イングス、パウダー、AD：高橋大樹、D：伊野勝久、AP：長野聡、演出：池田成男、P：吉村岳朗、CP：松本清、制作協力：エスエスシステム
  - 放送局：2013年/北海道文化放送 10月2日(日)25:00-25:55
- 「あの娘、俺のコト好きだったんじゃねーの!?〜確かめずに死ねるか!地元に帰って大捜査〜」
  - 放送日時：2013年9月29日（日）24:25 - 25:20
  - 出演：スギちゃん、又吉直樹（ピース） / 見届け人：千鳥・ノブ、 綾部祐二（ピース）
  - スタッフ/NA：古谷徹、構成：天野慎也、ゴウヒデキ、協力：アンサーズ、マンガ：古泉智浩、AD：青井貴弘、大塚華子、D：島田健司、相川武史、AP：今井真木子、竹前光昭、P：澤田芳博、富安いたる、制作：BEGIN
- 「元ヤン芸人がダメ人間に喝! 千原ジュニアの更生労働省」
  - 放送日時：2013年10月13日（日）24:25 - 25:20
  - 出演：MC：千原ジュニア、高橋真理恵 / 更生員：綾部祐二（ピース）、大悟（千鳥）、パンクブーブー / VTR：上西恵（NMB48）、黒田勇樹、古川真奈美
  - スタッフ/NA：村田秀亮（とろサーモン）、題字：阿嵐、構成：堀由史、平岡達哉、佐藤大地、宮丸直子、大井洋一、美術協力：フジアール、技術協力：スウィッシュ・ジャパン、麻布プラザ、ヴェントゥオノ、AP：萩原雄一（よしもとCA）、堀田光里、演出補：甲斐萌美、D：田村育、宇佐美卓也、演出：塚田秋春、P：南和宏、神夏磯秀（よしもとCA）、加茂忠夫（オフィスクライン)、制作協力：吉本興業、オフィスクライン
- 「芸能人の因縁解消します! わだかまり交通社」
  - 放送日時：2013年11月24日（日）25:20 - 26:15
  - 出演：乗務員：小籔千豊 /  わだかまりガールズ：YJSN /  依頼者：手島優、JOY、杉山裕之 / わだかまり相手：尾崎ナナ、エハラマサヒロ、博多華丸 ほか
  - スタッフ/NA：岡安章介（ななめ45°）、構成：山際良樹、北本かつら、松本健一、美術P：小美野淳一、リサーチ：坂巻章太郎（STEEL）、美術協力：アックス、技術協力：ティ・ピー・ブレーン、V VISION STUDIO、撮影協力：ニッコー、富士通テン、日本交通、制作進行：鈴木智子（IVSテレビ制作）、AP：小畑未香（同左）、D：樋渡昇一郎（同左）、演出：市川貴弘（同左）、P：乾充貴、佐藤基（同左）、制作協力：IVSテレビ制作
- 「リア充女子の生態ファイル マイ部屋レディ」
  - 放送日時：2014年2月2日（日）25:20 - 26:15
  - 出演：MC：岡田圭右、ビビる大木 / アシスタント：梶恵理子 / 調査員：オジンオズボーン、チャンカワイ（Wエンジン）、ハライチ / 非現実女子：杏野はるな
  - スタッフ/NA：トビー上原、鈴木貴子、構成：荘所哲也、飯野友輔、オオガネクヨシタカ、技術協力：麻布プラザ、池田屋、制作進行：内田智子、AD：前田桂、D：赤坂祐貴、高木大輔、演出：中根拓也、P：川村徹也、本田賢司、制作協力：ランブル・ビー
- 「マチカドラマ」
  - 放送日時：2014年3月9日（日）24:50 - 25:45
  - 出演：第1話「男のケジメ」塚地武雅、三津谷葉子、杉本天護 / 第2話「ラブホテルな夜」板尾創路、谷澤恵里香 / 第3話「フィールド・オブ・ドリームス81」神保悟志、逢坂じゅん、テント、初音みのり、安田勝子（母の声） / NA：石井正則
  - スタッフ/撮影：蒲田実、武田和仁、撮影協力：ドレミ、アゴラシオン、ブライダルハウスTUTU、孔雀ハウス、大京･囲碁将棋クラブ、マジックスパイス、海遊館、立ち呑み処 風呂屋の横、PJ、機材協力：イングスJBS、協力：テレプロ、リベンジ、エル・アップ、ちゅるんカンパニー、戯音工房、バンタンデザイン研究所、進行助手：藤内良宣、吉川亮太、演出補：堀景輔、松田真奈、総合脚本：武輸真人、寺本覚、企画・総合演出：大西文志郎、谷口仁則、P：梅田一路、制作協力：ウォークオン
- 「大人の事情がありまして」
  - 放送日時：2014年3月16日（日）25:20 - 26:15
  - 出演：MC：劇団ひとり / ゲスト：陣内智則、三又又三、ナジャ・グランディーバ、水沢アリー / 松村邦洋（声の出演）、川島壮雄（KTVアナウンサー）
  - スタッフ/NA：木村匡也、構成：谷田彰吾、技術：VIC、ビジュアルクリエーター：薗部健、美術：フジアール、技術協力：RAFT、資料提供：ゲッティ、AD：中平達将、AP：水谷まさみ、D：石川のりひさ、長沼昭悟、馬場一彦、大谷卓、演出：田中経一、協力P：西澤宏隆（KTV）、P：野村亙（KTV）、松尾利彦、制作協力：Windie
- 「推理対戦バラエティ DARE?」
  - 放送日時：2014年3月23日（日）25:20 - 26:15
  - 出演：Mr.D：板尾創路 / 挑戦者：ミッツ・マングローブ、森三中・大島、杉村太蔵、島崎和歌子、原口あきまさ、水沢アリー、ほんこん、高橋ジョージ
  - スタッフ/NA：鹿瀬ハジメ、天の声：川島壮雄、構成：長谷川朝二、田中亮治、美術P：岡崎忠司、美術協力：フジアール、技術協力：共同テレビ、共立ライティング、協力：オフィスりぷる、ブリッジ、エビスラボ、SOUND-K、AD：岡本和樹、AP：土江真紀、D：田中悠司、浜森基大、演出：池田和彦、P：木村弥寿彦
- 「〜恋愛実験バラエティ〜 類は恋を呼ぶ!?」
  - 放送日時：2014年5月18日（日）25:35 - 26:30
  - 出演：渡部建（アンジャッシュ）、いとうあさこ
  - スタッフ/NA：呉圭崇、構成：志村和哉、小林清人、リサーチ：加奈山明代、渡部優子、制作協力：ジョイマン、AP：廣瀬益己、高橋尚輝、AD：恵村悟、鈴木寛人、下山直哉、D：長山孝太郎、武澤貴之、演出：前田朗光、総合演出：杉山和典、アソシエイトP：中島由布子、P：近藤兵衛（KTV）、深野和伸（共同テレビ）、制作協力：共同テレビ
- 「ウィットネスクラブ 〜ヒュ〜と言われたい男の集い〜」
  - 放送日時：2014年6月1日（日）25:35 - 26:30
  - 出演：MC：山里亮太（南海キャンディーズ)  / 橋本直（銀シャリ）、小峠英二（バイきんぐ）、又吉直樹（ピース）、レイザーラモンRG
  - スタッフ/NA：オーウェン真樹、鈴木まゆ、構成：カツオ、興津豪乃、イラスト：MEME CREATIVE STUDIO、協力：スウィッシュ・ジャパン、IMAGICA、フジアール、ラビットムーンオフィス、撮影協力：レッドシューズ、D：佐々部龍太、演出：高橋諒太、P：南知宏、志水大介、制作協力：ケイマックス
- 「タブーをブチ破れ 禁断ラッシュアワー」
  - 放送日時：2014年7月19日（土）25:35 - 26:30
  - 出演：ウーマンラッシュアワー / お蔵入り映像：麻生亜実
  - スタッフ/NA：川下大洋、泉ゆうこ、構成：友光哲也、技術協力：テクニカル・アート、イングス、テレコープ、制作協力：ファンズプロダクション、ディヴォーション、AD：脇山健人、D：小南彰、四宮孝史、藤内良宣、チーフD：泉雄介、P：高原礼子
- 「大喜利プロファイル ボケ当てQ」
  - 放送日時：2014年7月20日（日）25:35 - 26:30
  - 出演：ボケ当て支配人：博多華丸 / 大喜利プロファイラー：博多大吉、高橋茂雄（サバンナ）、菊地亜美（アイドリング!!!） / ボケスパート：飯尾和樹、八木真澄、坪倉由幸、澤田有也佳（ミス東大2013グランプリ）、小柳朋恵（仮面女子）、
  - スタッフ/NA：森一丁、構成：荘所哲也、古川順一、オオガネクヨシタカ、美術P：大倉謙介、技術協力：fmt、美術協力：フジアール、協力：レモンスタジオ、スタジオヴェルト、neo、大阪市立常盤小学校、AD：安井紘侑、出光加奈、行天毬子、FD：西田法明、演出：山下浩一、P：川村徹也、後藤優、制作協力：ビアーズ
- 「暗躍!芸人ブローカー外伝 〜禁断の（秘）動画一挙流出〜」
  - 放送日時：2014年8月3日（日）25:35 - 26:30
  - 出演：小籔千豊、中川家、井上安世 / VTR出演：今いくよ・くるよ、ミヤ蝶美・蝶子、桂文福
  - スタッフ/NA：川下大洋、構成：渡邊仁、米井敬人、協力：Trash、すくらんぶる、イングス、Studio Nest、戯音工房、Provide、浪原靴店、D：石田耕平、太田隼人、P：東田元、田井中皓介、松本浩、制作協力：吉本興業、ビーダッシュ、メディアプルポ
- 「フライングMAN 〜先を行き過ぎてる凄いヤツら〜」
  - 放送日時：2014年8月17日（日）25:35 - 26:30
  - 出演：MC：千原せいじ、若林正恭 / ゲスト：カメ五郎、バイバイワールド、木村優
  - スタッフ/NA：兼光貴志（プラス・マイナス）、構成：藤谷弥生、水井心太、鈴木三世、AD：青山啓、D：矢島崇之、藤口聡祐、斉藤裕二、演出：中野テツジロ、P：南知宏、早瀬志都加、制作協力：極東電視台
- 「街で気になる「あの人」を追跡!! なんでまた?こんな時間に、この場所で…!?」
  - 放送日時：2014年9月21日（日）25:35 - 26:30
  - 出演：ケンドーコバヤシ、中川家礼二、友近 / リポーター：銀シャリ・鰻
  - スタッフ/NA：中島めぐみ（KTV）、構成：武輪真人、リサーチ：山下貴、イラスト：TORU、AP：古橋由依子、AD：金水哲平、D：藤川明、P：野村亙、緒方和幸、制作協力：クリエイティブ・ジョーズ
- 「越前屋俵太30周年特別企画 俵越山ニューヨークへ行く!」
  - 放送日時：2014年9月28日（日）25:35 - 26:30
  - 出演：越前屋俵太
  - スタッフ/企画・構成：越前屋俵太、NA：豊田康雄、技術協力：イングス、テレコープ、A：加藤貴志、構成：小川悦司（KTV)、D：三谷祐二、P：川元敦雄、制作協力：ゼットンゼット
- 「写真喫茶 木村ボヤキ堂」
  - 放送日時：2014年10月26日（日）25:35 - 26:30
  - 出演：木村祐一、YOU、木本武宏、おのののか
  - スタッフ/NA：大橋雄介（KTV）、構成：藤田智信、長谷川朝二、リサーチ：田中亮治、藤木汐見、協力：SpEED、SOUND-K、ステップ、D：丹羽弘二、八友規周、濱森基大、南繁（以上レジスタエックスワン）、キャスティングP：藤河慶子（レジスタX1）、P：木村弥寿彦、日置圭信（レジスタX1）
- 「〜脱落恋愛バラエティ〜 恋はいつでもサバイバル!」
  - 放送日時：2014年11月9日（日）25:35 - 26:30
  - 出演：パンサー、おのののか
  - スタッフ/NA：坂井あかね、構成：すずきB、井上崇、星野さやか、AD：後閑雄介、宇都宮祐二、岡本匡司、中島諒二、AP：筒井理恵、D：濱口賢治、橋田裕元、田中慶、演出：川名良和、P：東田元、南知宏、増村紀男、鈴木貴也、制作：ロジックエンターテイメント
- 「妄想ガキレオ 〜中2の方程式〜」
  - 放送日時：2015年1月4日（日）25:50 - 26:45
  - 出演：川島邦裕、庄司智春、こいで（シャンプーハット） / 語り手：壇蜜
  - スタッフ/構成：上地茂晴、ブレーン：山下貴、いいのりさ、技術協力：テクニカルアート、エビスラボ、AD：加藤司、泉貴晶、D：吉川亮太、近藤匡、谷村洋平、アソシエイトD：四宮孝史、小南彰、P：泉雄介、制作協力：ファンズプロダクション、ロボッツ、美術協力：サンケイビルテクノ、東京衣装、パウダー
- 「撮（うつ）せない世界」
  - 放送日時：2015年3月1日（日）25:35 - 26:30
  - 出演：委員長：矢作兼 / 委員：塚地武雅、高橋茂雄、澤部佑 /ゲスト：丸高愛実
  - スタッフ/NA：湯浅真由美、構成：渡辺勇穂、若林寛朗、美術協力：フジアール、CGデザイン：グレートインターナショナル、技術協力：fmt、REC、IMAGICA、CUEVO、制作協力：トップシーン、AD：井上穂菜美、宮下碧、D：勝村武史、高橋諒太、山崎智史、竹内まさみ、演出：秋永真吾、AP：山澤美紀、P：細川陽子、永瀬琢也
- 「珍人類を捕獲せよ! モンスターさんハンター」
  - 放送日時：2015年3月29日（日）25:00 - 25:55
  - 出演：モンスターさん認定人：渡部建、鈴木拓、山田五郎　近藤千尋 / 巨乳アシスタント：佐藤聖羅 / モンスターさん：ブライアン・マクダクストン、いけだてつや、近藤惣一郎 / VTR：大水洋介、ニッケルバック (お笑い) ｜早出明弘、アングラー・酒井貴裕
  - スタッフ/NA：トビー上原、構成：一文無隼人、戸田倫彰、北田昌士、塚本翔太、技術協力：池田屋、麻布プラザ、AD：草野志帆、岡本直子、鈴木大介、茂手木絢亮、大倉慶亮、D：小西梓美、中根拓也、赤坂祐貴、前田桂、阿部雅史、演出：藁科誠、P：川村徹也、本田賢司、制作：ランブル・ビー

## スタッフ
- 編成：西澤宏隆、野村亙、尾上太基、東田元、山中厚史、川元敦雄
- 制作著作：関西テレビ放送